# Domenico Panaroli
Domenico Panaroli (Roma, 6 marzo 1587 – Sutri, 8 giugno 1657) è stato un medico, botanico ed erborista italiano.
Allievo di Pietro Castelli, egli oggi è ricordato per ciò che all'epoca considerò un suo lavoro minore: nel 1643 compilò il Plantarum Amphytheatralium Catalogus, primo inventario delle specie vegetali presenti all'interno del Colosseo, che all'epoca presso i porticati esterni ospitava abitazioni e botteghe, mentre al suo interno era un covo di ladri, pieno com'era di fitta vegetazione.
Egli fu incaricato da Papa Innocenzo X di svolgere l'insegnamento di botanica ed anatomia comparata presso la facoltà di medicina dell'università la Sapienza.
Durante il periodo in cui resse la cattedra scrisse altre pubblicazioni che ebbero all'epoca una vasta diffusione: Aerologia, ovvero discorso dell'aria (1642), che indaga l'influenza degli eventi atmosferici sullo stato di salute dell'uomo, e Arcanorum fascicoli duo e Iatrologismorum et nedicinalium observationem pentecostae quique (1652), nei quali sono descritti una larga parte delle fattispecie mediche alle quali lavorò o gli capitò di osservare.